# Muhammad Shaban
Muhammad Shaban, né le 11 janvier 1998 à Arua, est un footballeur international ougandais, qui joue au poste d'attaquant à l'Onduparaka FC.

## Biographie

### Carrière en sélection
Il joue son premier match en équipe d'Ouganda le 8 novembre 2016, en amical contre la Zambie (défaite 0-1).
Il participe avec l'équipe d'Ouganda à la Coupe d'Afrique des nations 2017 organisée au Gabon. Lors de cette compétition, il joue deux matchs : contre le Ghana et l'Égypte. Il s'agit de deux défaites.